# Philereme terror
Philereme terror är en fjärilsart som beskrevs av Karl Schawerda 1914. Philereme terror ingår i släktet Philereme och familjen mätare. Inga underarter finns listade i Catalogue of Life.